# Лимидо Комаско
Лѝмидо Кома̀ско (на италиански: Limido Comasco; на ломбардски: Limed, Лимед) е малко градче и община в Северна Италия, провинция Комо, регион Ломбардия. Разположено е на 276 m надморска височина. Населението на общината е 3826 души (към 2017 г.).